# 朝鮮鉄道900形蒸気機関車
900形（900けい）は朝鮮鉄道が1937年（昭和12年）に導入した貨物用テンダー式蒸気機関車である。
ここでは、準同形の台湾総督府鉄道LD50形蒸気機関車（→台湾鉄路管理局LDT100型蒸気機関車）についても記す。

## 概要

### 導入までの経緯
1924年（大正13年）に竣工した礼成江橋梁の架橋以降、黄海線の輸送量は増大し、これまで通りの通常の軽便鉄道の蒸気機関車の能力では到底輸送しきれない輸送需要が発生した。
中長期的には周辺幹線と同じ標準軌への改築も必要ではあるがそれには多額の費用と長期の工事が要り、短期的には間に合わない。そこで、従来の「軽便鉄道の機関車」の枠を超える能力を持つ貨物用機関車として設計・製造されたのが本形式である。
これまででも同社・咸北線向けに1935年（昭和10年）に納入した1D形テンダー機関車・810形が762mm軌間の大型蒸気機関車としては存在していたが、これを上回る超大型機の可能性が模索され、設計されたのが本形式である。

### 構造の特色
車輪配置 2-8-2(1D1)の単式2気筒テンダー機関車である。
朝鮮鉄道は私鉄線であり、沿線で産出する低発熱量(1kgあたり4,500kcal/h)の石炭が使用可能なよう火格子面積を2.1m2と広く採った。
このため火室の横幅が広くなり、また燃焼を良好にするため水脚を長く採ったが、762mm軌間故ボイラ中心線を上げることは出来ない。また、そもそも1,067mm軌間の車両に比べ主台枠間隔が狭い点も問題とされた。
鋳物製で後方が極端に大きく広がった後台枠を主台枠の後ろに挿入し、この後台枠の間に火室を収めた。
これにより、内径1,200mmのボイラーを載せながら、ボイラー中心高さを1,900mmと低く抑え問題を解決した。またこのような広火室の大型ボイラを1軸従台車と組み合わせると動輪の軸重バランス（後ろへ偏る）が問題になるケースがあるが、本形式ではシリンダ台より前の前台枠を重量2 t の大型鋳物で構成しバランスウエイトを兼ね、ボイラ自体も煙管・煙室を前へ寄せることで重量バランスを採っている。いわゆる「軽便鉄道」の機関車としては超大型の機関車であり、軸距も動軸のみで3,180mm（エンジン部全軸距7,130mm・機関車全軸距11,730mm）とかなり長い。また同社の曲線基準（半径40m）を通過させることも課題となった。
手法としては先従台車に各140mm、第1動輪に10mmの横動を与えたが、図上設計のみならず、原寸大の木製模型を製作し設計通り通るかどうかの確認を行っている。

## 運用

### 朝鮮鉄道900形
900形は汽車製造で1937年に7両（900 - 906。製造番号 1441 - 1447）、1944年（昭和19年）に2両（910, 911。製造番号 2353, 2354）の計9両、日本車輌製造で1942年に3両（907 - 909。製造番号 461 - 463）、日立で1944年に3両（912 - 914。製造番号不明）の合計15両が製造された。
従前の朝鮮鉄道の762mm軌間の機関車はピン・リンク式連結器、空気制動なしであったが、810形以降の機関車については輸送量が非常に大きいため、自動連結器・空気制動とも装備している。列車重量250tほどの編成を50km/hで牽引し、運行も円滑であったと伝えられる。
当初は咸北線向けの予定もあったが、竣工時点で標準軌への改軌が進められていたので、黄海線への投入となった。
1944年（昭和19年）4月1日には、朝鮮鉄道が朝鮮総督府に買収（国有化）され、朝鮮総督府鉄道籍となった。
第二次世界大戦戦後912 - 914が韓国鉄道庁혀기11形혀기11-12  -  혀기11-14となった。

これとは別に、朝鮮戦争時に米軍から2両、持ち込まれている。日本車輌製の혀기US7と三菱製造の혀기US8（製造番号722）である。のちにその番号のまま鉄道庁籍となった。
鉄道庁に属したこれら900形グループは廃車後4両全てが保存されている。総督府鉄道引き継ぎ車の혀기11形（元900形）の保存先はSamsung Transportation Museumに혀기11-12、鉄道博物館 (韓国)に혀기11-13、龍平リゾートに혀기11-14となっている。
また戦後導入の혀기US7（現車表記혀기-7）が仁川広域市南洞区で。

#### 写真

韓国鉄道庁혀기11-12
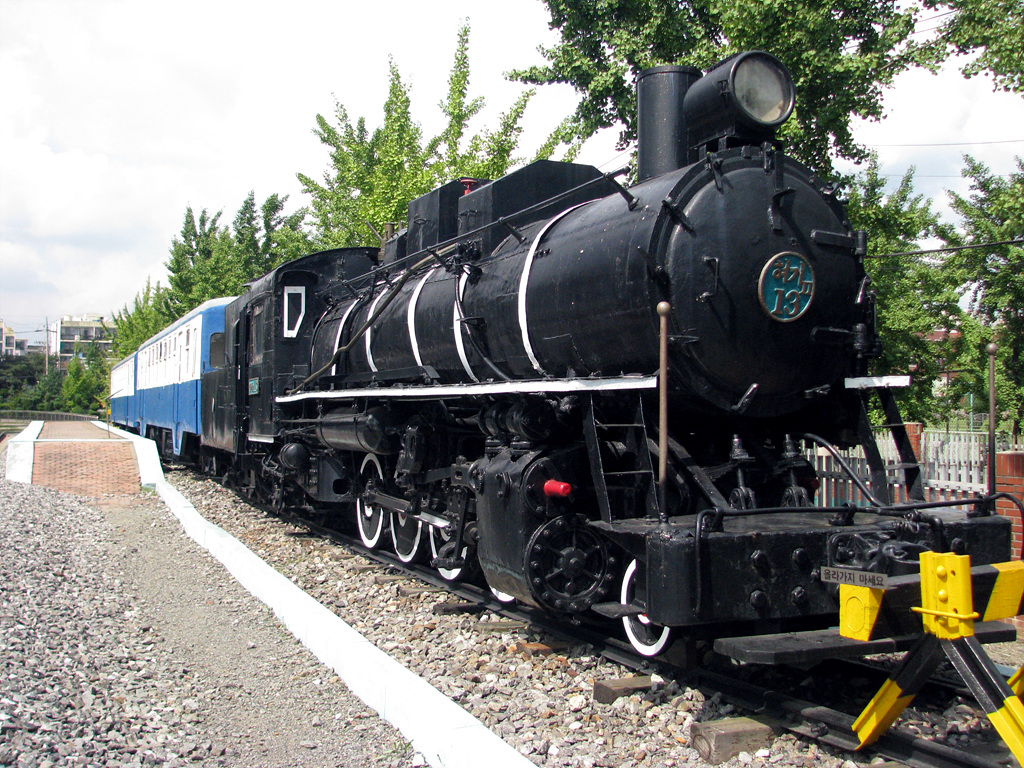
韓国鉄道庁혀기11-13 (元朝鮮鉄道913号機）
韓国鉄道庁혀기11-14
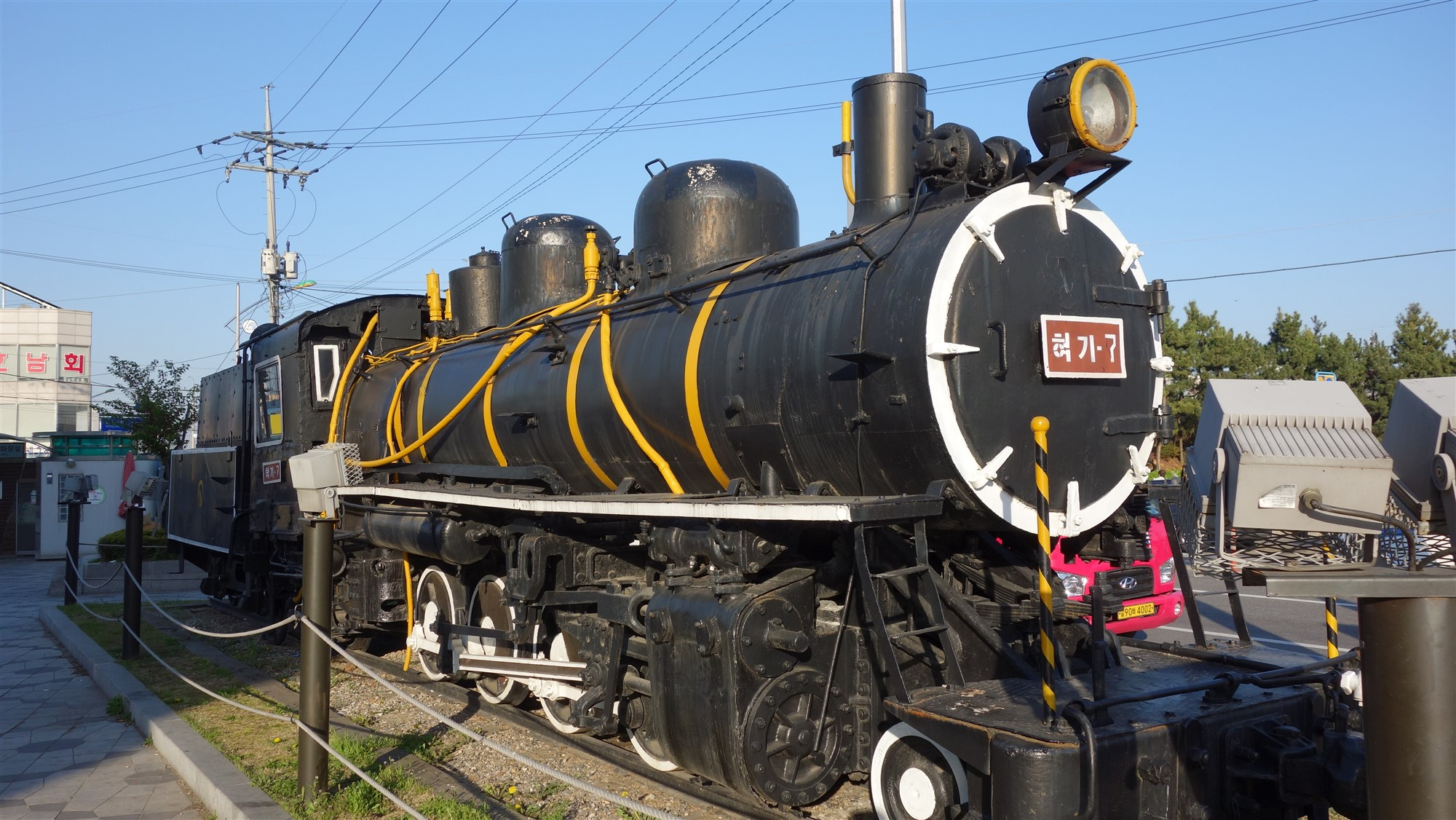
韓国鉄道庁혀기US7 （台湾総督府鉄道LD507転用車）

### 台湾総督府鉄道LD50形（→台湾鉄路管理局LDT100型）
台湾総督府鉄道では特殊狭軌の台東線向けに準同形(ピン・リンク式連結器・空気制動なし)を1942年以降日本車輌製造に発注し、LD50形として導入した。
発注総数は7両で、1942年に4両（LD501 - LD504。製造番号 958, 1063 - 1065）、1943年に3両（LD505 - LD507。製造番号 1190, 1191, 1260）である。このうちLD505 - LD507は台湾に到着していない。LD505 - LD506は輸送中に輸送船がアメリカ海軍に爆擊されて沈没し、LD507は輸送せず日本に残された後、朝鮮戦争時に再生されて米軍により大韓民国に輸送され、韓国鉄道庁혀기US7となった。
太平洋戦争後は、台湾鉄路管理局に引き継がれた後、改番により形式をLDT100型、車番をLDT101 - LDT104に改め、戦後も引き続き台東線で運用された。
廃車後は、花蓮鉄路文化園区にLDT103が保存されている。